# Maria Ana de Hesse-Homburgo
Maria Ana de Hesse-Homburgo (13 de outubro de 1785 —  14 de abril de 1846) foi uma nobre alemã. Foi primeira dama da corte prussiana entre 1810 e 1840.

## Família
Maria Ana foi a décima segunda filha de Frederico V de Hesse-Homburgo e Carolina de Hesse-Darmstadt. Entre os seus irmãos estava Frederico VI de Hesse-Homburgo, casado com a princesa Isabel do Reino Unido. Os seus avós paternos eram Frederico IV de Hesse-Homburgo e Ulrica Luísa de Solms-Braunfels. Os seus avós maternos eram Luís IX de Hesse-Darmstadt e Carolina de Zweibrücken.

## Vida
Maria Ana pertencia ao partido anti-napoleão da rainha Luísa da Prússia e apoiou a guerra contra a França em 1806, acompanhando a família real quando esta fugiu da Prússia após a ocupação francesa. Após a morte da rainha Luísa em 1810, Maria foi a primeira-dama da corte em ocasiões oficiais. Em Março de 1813 proclamou o famoso „Aufruf der königlichen Prinzessinnen an die Frauen im preußischen Staate“ e criou a associação de mulheres patrióticas. Correspondia-se com Freiherr vom Stein, von Hardenberg e Brüder Humboldt e era conhecida do poeta Friedrich de la Motte Fouqué. Em 1822 apaixonou-se pelo conde Anton zu Stolberg-Wernigerode. Era activa nos cuidados para presos e abriu um orfanato em Pankow, Berlim.

## Casamento e descendência
Maria Ana casou-se com o príncipe Guilherme da Prússia no dia 12 de janeiro de 1804. Juntos tiveram nove filhos:
1. Amália Frederica Luísa Carolina da Prússia (4 de julho de 1805 - 23 de novembro de 1806), morreu aos dezasseis meses de idade.
2. Irene da Prússia (3 de novembro de 1806 - 14 de novembro de 1806), morreu com onze dias de idade.
3. natimorto (30 de agosto de 1809)
4. Frederico Tassilo Guilherme da Prússia (29 de outubro de 1811 - 9 de janeiro de 1813), morreu aos dois anos de idade.
5. Henrique Guilherme Adalberto da Prússia (29 de outubro de 1811 - 6 de junho de 1873), casado com Therese Elssler; com descendência.
6. Frederico Guilherme Tassilo da Prússia (15 de novembro de 1813 - 9 de janeiro de 1814), morreu aos dois meses de idade.
7. Maria Isabel Carolina Vitória da Prússia (18 de junho de 1815 - 21 de março de 1885), casada com o príncipe Carlos de Hesse-Darmstadt; com descendência.
8. Frederico Guilherme Valdemar (2 de agosto de 1817 - 17 de fevereiro de 1849), morreu aos 32 anos, solteiro e sem descendência.
9. Frederica Francisca Augusta Maria Hedwig da Prússia (15 de outubro de 1825 - 17 de maio de 1889), casada com o rei Maximiliano II da Baviera; com descendência.

## Genealogia
| Maria Ana de Hesse-Homburgo | Pai: Frederico V de Hesse-Homburgo | Avô paterno: Frederico IV de Hesse-Homburgo  | Bisavô paterno: Casimiro Guilherme de Hesse-Homburgo             |
| Maria Ana de Hesse-Homburgo | Pai: Frederico V de Hesse-Homburgo | Avô paterno: Frederico IV de Hesse-Homburgo  | Bisavó paterna: Cristina Carlota de Solms-Braunfels              |
| Maria Ana de Hesse-Homburgo | Pai: Frederico V de Hesse-Homburgo | Avó paterna: Ulrica Luísa de Solms-Braunfels | Bisavô paterno: Frederico Guilherme, Príncipe de Solms-Braunfels |
| Maria Ana de Hesse-Homburgo | Pai: Frederico V de Hesse-Homburgo | Avó paterna: Ulrica Luísa de Solms-Braunfels | Bisavó paterna: Sofia Madalena de Solms-Laubach                  |
| Maria Ana de Hesse-Homburgo | Mãe: Carolina de Hesse-Darmstadt   | Avô materno: Luís IX de Hesse-Darmstadt      | Bisavô materno: Luís VIII de Hesse-Darmstadt                     |
| Maria Ana de Hesse-Homburgo | Mãe: Carolina de Hesse-Darmstadt   | Avô materno: Luís IX de Hesse-Darmstadt      | Bisavó materna: Carlota de Hanau-Lichtenberg                     |
| Maria Ana de Hesse-Homburgo | Mãe: Carolina de Hesse-Darmstadt   | Avó materna: Carolina de Zweibrücken         | Bisavô materno: Cristiano III do Palatinado-Zweibrücken          |
| Maria Ana de Hesse-Homburgo | Mãe: Carolina de Hesse-Darmstadt   | Avó materna: Carolina de Zweibrücken         | Bisavó materna: Carolina de Nassau-Saarbrücken                   |